# Sphagnum elenkini
Sphagnum elenkini är en bladmossart som beskrevs av B.B. Semenov 1921. Sphagnum elenkini ingår i släktet vitmossor, och familjen Sphagnaceae. Inga underarter finns listade i Catalogue of Life.